# Pány Győző Viktor
Pány Győző Viktor (Szarvaskend, 1928. július 9. –) erdélyi magyar vegyész.

## Életútja
Középiskolát Kolozsvárt és Désen végzett, a Bolyai Tudományegyetemen szerzett vegyész oklevelet (1952). Fogarason a Vegyipari Kombinátban (1953–62), Marosvásárhelyen 1962-től az Azomureș Műtrágyagyárban dolgozott. 1989 óta nyugdíjas. Első tanulmányát 1961-ben a Revista de Chimie közölte, amelynek később is munkatársa. A Korunkban jelentek meg A műtrágyaipar szerepe az élelmiszer-ellátásban (1986/11) és A vegyipar a szocialista mezőgazdaság szolgálatában (1987/5) című tanulmányai.

## Munkássága
- Azotatul de amoniu-îngrășământ (1970)
- Cartea operatorului din industria îngrășămintelor (társszerző, 1981)
- Cartea operatorului din industria amoniacului (társszerző, 1981)